# Дикость 4: Оргия
«Дикость 4: Оргия» (англ. Wild Things: Foursome) — американский эротический триллер 2010 года, снятый режиссёром Энди Хёрстом.

## Сюжет
Сын убитого миллионера, владельца сети отелей, понимает, что оказался втянут в опасную игру в борьбе за деньги и власть после того, как провёл ночь с тремя красавицами.

## В ролях
- Джиллиан Мюррэй — Бренди Кокс
- Марнетт Паттерсон — Рейчел Томас
- Эшли Паркер Энджел — Карсон Уитли
- Джон Шнайдер — детектив Френк Уокер
- Итан С. Смит — Джордж Стабен
- Джесси Никсон — Линда Добсон
- Камерон Даддо — Тэд Уитли
- Марк Макулэй — капитан Блэнчард
- Лоренцо Толедо — охранник общежития
- Джош Рэндалл — Шейн Хэндрикс
- Паррис Бакнер — пастор
- Кит Хадсон — главный механик
- Рэй Эрнандес — охранник
- Закарет Рубен — адвокат Бренди

## Интересные факты
- Слоган картины: «Enjoy The Ride»[1].
- Как в случае с первыми тремя фильмами, в финальных титрах показаны сцены, раскрывающие правду событий[2].
- Как и третья часть, картина снималась в Майами, Лос-Анджелесе, Голливуде и Форт-Лодердейле в США[3].

## Отзывы
Фильм получил, в основном, негативные отзывы. Многие обозреватели также отметили, что и само издание фильма на Blu-ray получилось неудачным в связи с плохими качеством звука и изображения.